# Ртутная мазь

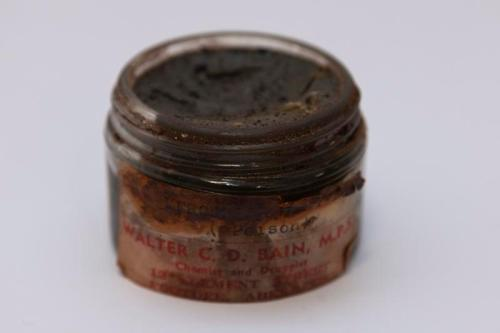
Ртутная мазь из сундука корабельного врача начала XX века, поднятая с затонувшего траулера

Ртутная мазь — собирательное название ряда лекарственных препаратов, содержащих ртуть или её соединения.
Из-за высокой токсичности ртути и её соединений ртутные мази повсеместно вытесняются из употребления более безопасными антисептическими препаратами.

## История

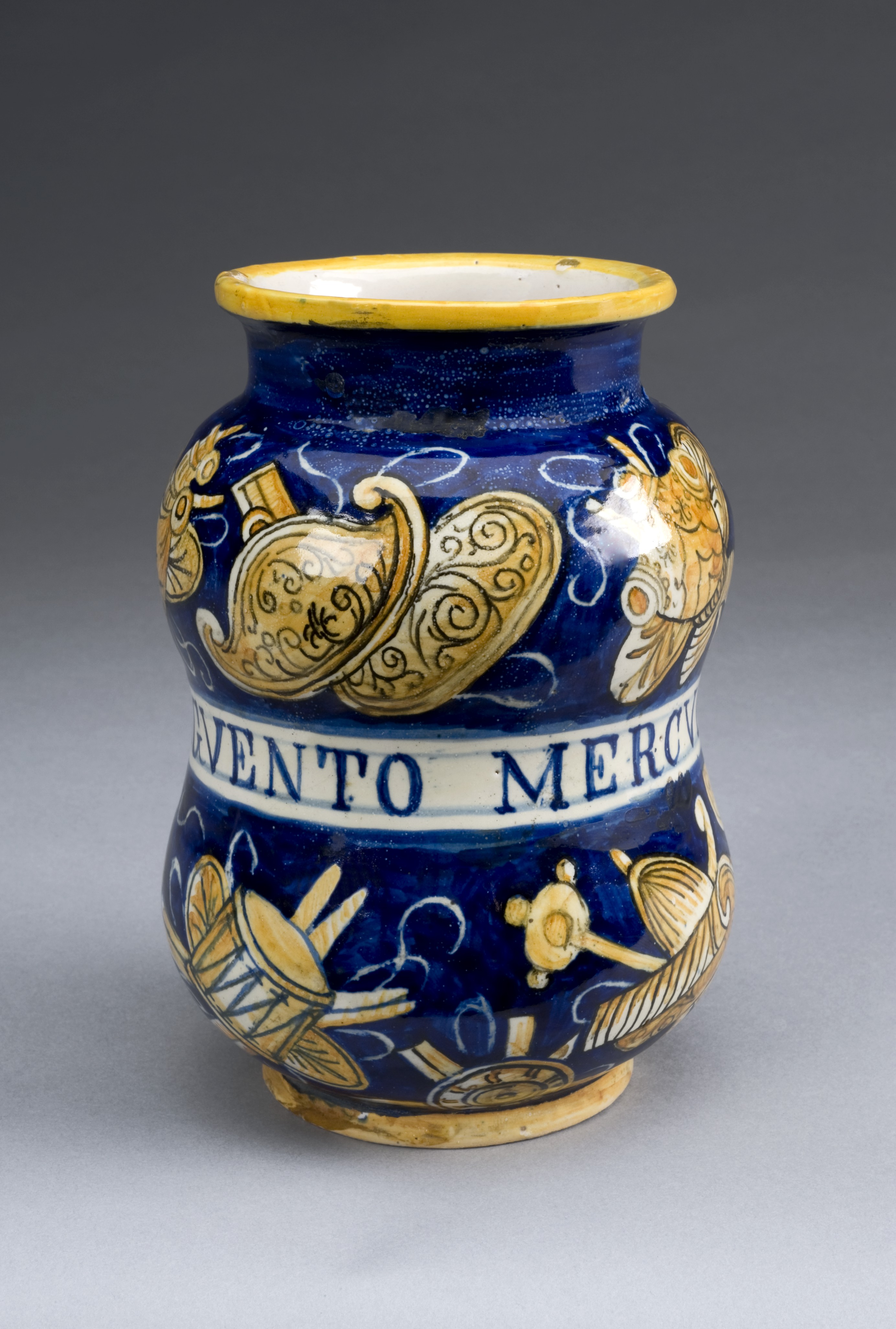
Итальянское альбарелло для ртутной мази 1520-х гг.

Благодаря своей высокой биологической активности (в частности, инактивации ею сульфгидрильных групп ферментов), ртуть и её соединения использовались в качестве лечебного средства с древних времён. Антисептическое действие как таковое тогда ещё не осознавалось, но при многих кожных заболеваниях целители применяли соединения ртути, прежде всего ртуть-содержащие мази.
В древнеиндийских ведийских текстах приведён рецепт ртутной мази (её готовили перетиранием металлической ртути, серы и животного жира).

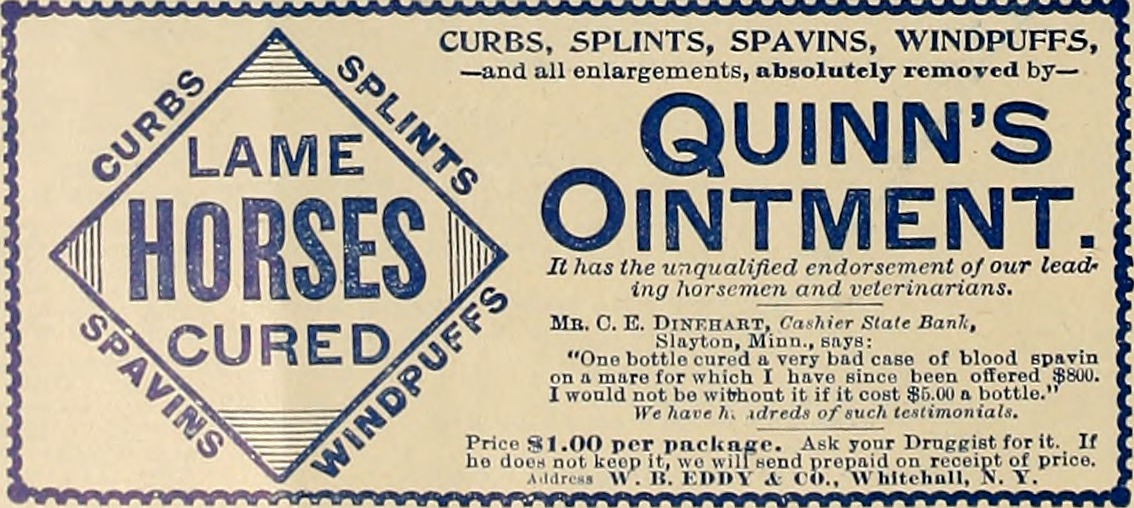
Реклама противопаразитарной ветеринарной мази Куиннса, «исцеляющей хромых лошадей»

«Лечение эпидемических заболеваний соединениями ртути пришло из Индии в Древнюю Русь: „ртутными мазунями“ лечили кожные болезни и изгоняли нательных паразитов».

## Современные лекарственные формы
- Ртутная мазь серая Unguentum Hydrargyri cinereum ()
- Ртутная мазь жёлтая Unguentum Hydrargyri oxydi flavi (англ. Hydrargyrum yellow ointment) (1 %)
- Ртутная мазь белая Unguentum Hydrargyri album (5 % и 10 %)

### Состав препаратов
- мазь ртутная белая 10 %:

ртути амидохлорид 10 частей
вазелин 60 частей,
ланолин безводный 30 частей
- мазь ртутная серая:

концентрат мази — 35,7 г,
ланолин безводный — 4,3 г,
жир свиной очищенный — 40 г,
жир бычий очищенный — 20 г.

## Противопоказания
Токсичность ртути очень высока, поэтому в настоящее время ртутные препараты используются очень редко, а производство ряда лекарственных средств было запрещено. В России все препараты ртути были запрещены к применению в 1998 году.
При использовании ртутных мазей наблюдается раздражение кожи, при длительном или массированном втирании — поражение почек, желудочно-кишечного тракта, нарушение нервной деятельности.